# Église des Dominicains d'Arles
Pour les articles homonymes, voir Église des Dominicains.
L'église des Dominicains d'Arles (anciennement appelée des Frères-Prêcheurs) est une ancienne église de style gothique construite à la fin du XVe siècle et aujourd'hui désaffectée.

## Historique

### L'installation des Dominicains
Arrivés à Arles dès 1231, les dominicains s’installent initialement hors des murs où une première chapelle est édifiée dès les années 1230 puis une seconde avant 1349, date à laquelle une nouvelle église est signalée. Mais après la destruction de cet établissement extra-muros en 1361 par les troupes de Trastamare, les frères prêcheurs trouvent refuge à l’intérieur de l’enceinte médiévale à proximité du Rhône dans le quartier de la Juiverie (le Méjan actuel). Les frères prêcheurs arlésiens s’y sentent toutefois rapidement à l’étroit (en particulier, ils estiment qu'ils sont trop proches de la synagogue) ; aussi  quand l’ordre veut se développer, ils décident de construire une nouvelle église plus à l’est que la précédente.

L'église des Dominicains (ou des Frères-Prêcheurs) est indiquée sous le no 3 (catégorie établissements religieux), à proximité du Rhône au milieu de la carte.

### Une nouvelle église
La construction de cette grande église de style gothique méridional, dite aujourd'hui église des Dominicains mais aussi des Frères Prêcheurs, débute en décembre 1448 - la première pierre étant posée par le bon roi René - et semble se terminer au plus tard en 1499, date de sa consécration sous le nom de Notre-Dame-de-Confort.

### Vicissitudes et sauvegarde du bâtiment
Les frères y demeurent jusqu’à la Révolution, où, morcelée en 26 lots, l'église est vendue comme bien national. Dépouillée de son mobilier, elle fait alors office de garages et d’entrepôts et en 1858 une usine hydraulique remplace même le cloître attenant plus tardif.
Au début du XXe siècle, différents projets de remembrement voient le jour mais sans succès. Le bâtiment est toutefois classé au titre des monuments historiques par arrêté du 27 juin 1921, et ce n’est qu’après la Seconde Guerre mondiale que les pouvoirs publics réussissent à racheter la totalité des parcelles. La ville initialement associée au ministère de la Culture en devient la seule propriétaire en 1981, date à partir de laquelle elle entreprend une série de travaux qui permettent de consolider la bâtisse et de mettre au jour des sculptures des XVe et XVIIe siècles qui ont été restaurées.
Désormais connue sous le nom de l’ordre fondateur, l’église des Dominicains constitue le plus vaste édifice religieux de style gothique de la ville.

## Description

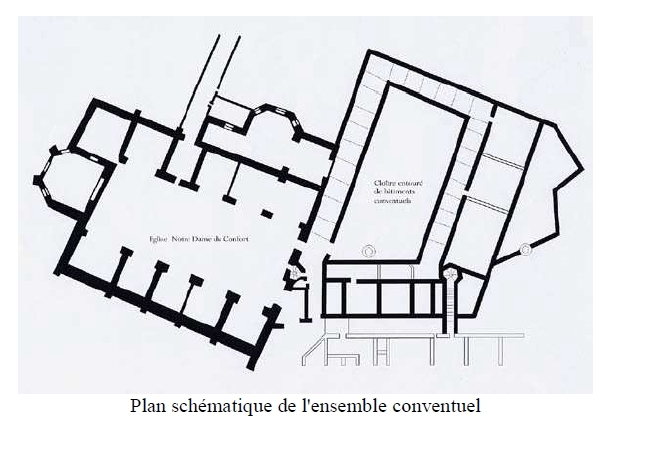
Plan d'ensemble.

L'église des Dominicains d'Arles présente la particularité de se trouver fortement enserrée par le tissu urbain de sorte que globalement ce monument ne peut être apprécié en totalité de l'extérieur. De plus les parties visibles souffrent, la plupart du temps, d'un dégagement insuffisant pour en permettre une bonne observation.
L'édifice est de style gothique méridional, à nef unique voûtée sur croisées d'ogives et comportant cinq travées; son vaisseau principal est bordé de chapelles latérales moins élevées, formant « collatéraux » mais sans communications entre elles, le nord étant cloisonné en cinq chapelles alors qu'au sud on trouve seulement une chapelle orientale, et que les trois travées les plus occidentales sont doublées au sud d'une longue et spacieuse chapelle hors œuvre, débordant latéralement le plan d'ensemble, dédiée à saint Dominique et construite en avril 1469 par la célèbre famille arlésienne des Quiqueran de Beaujeu. L'éclairage du vaisseau central est assuré par de hautes fenêtres placées entre les contreforts extérieurs contrebutant la poussée de la nef par l'intermédiaire d'arcs-boutants.

Zones nord et ouest
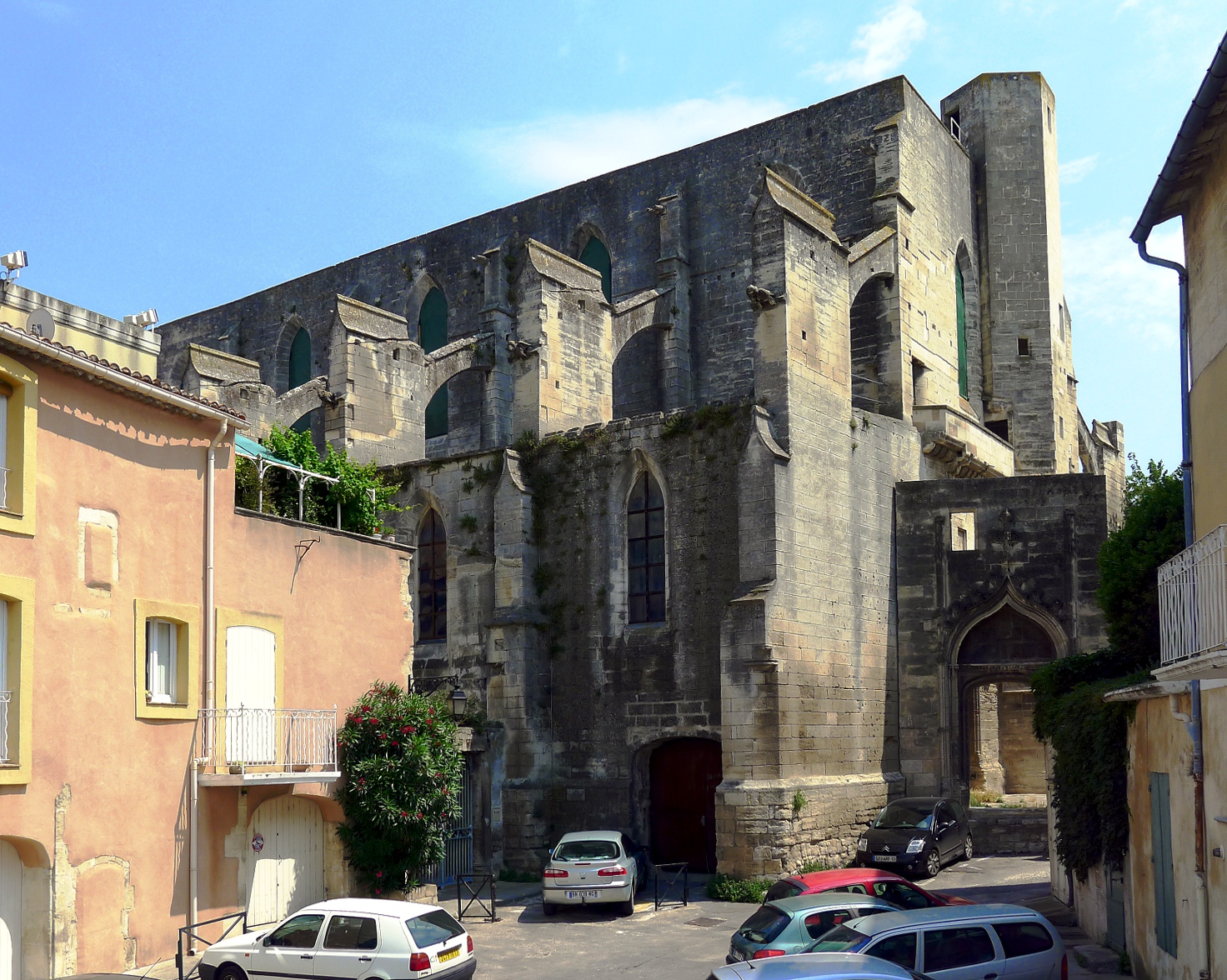
Église vue du nord-ouest.
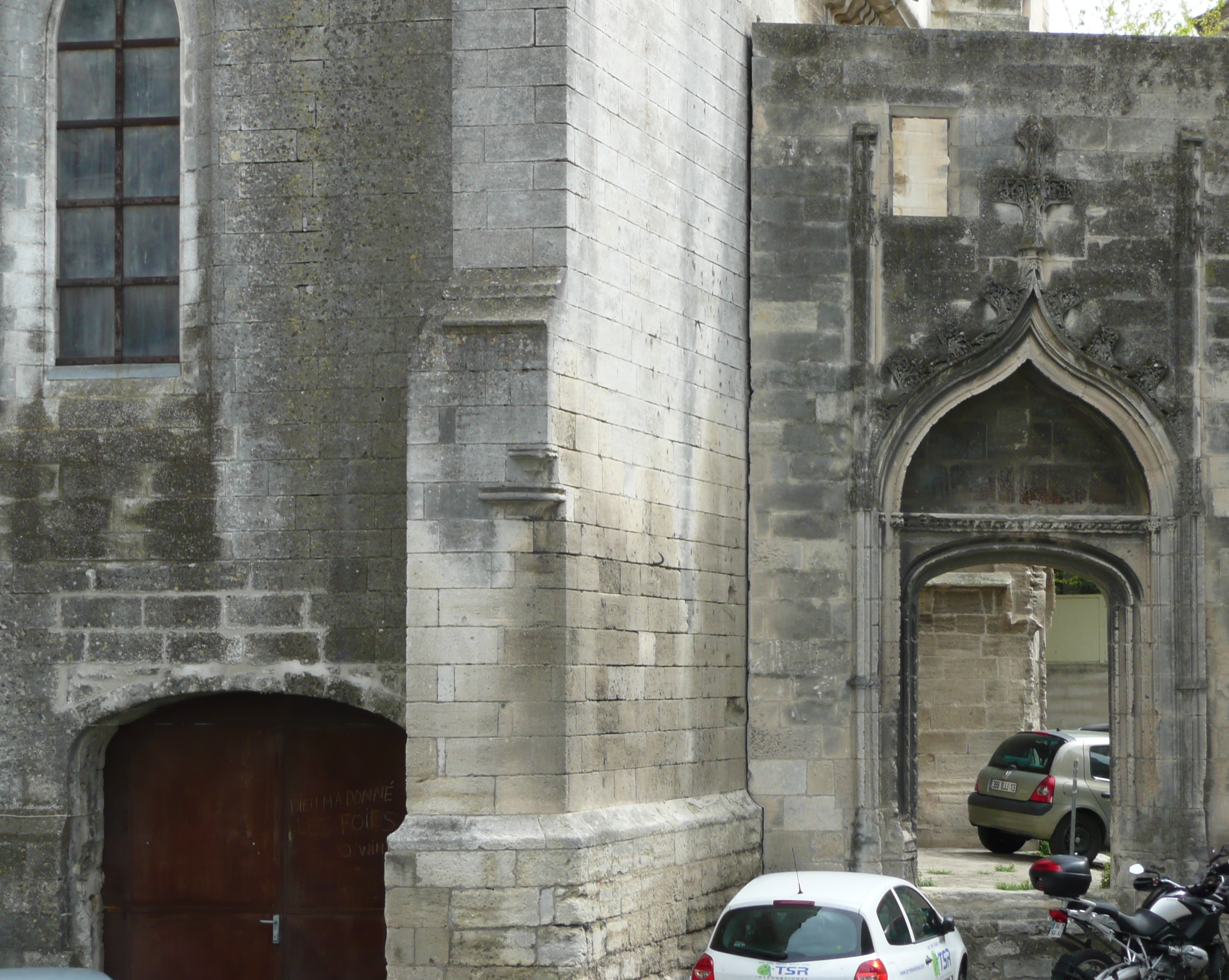
Porte au décor flamboyant et reste du mur de clôture.
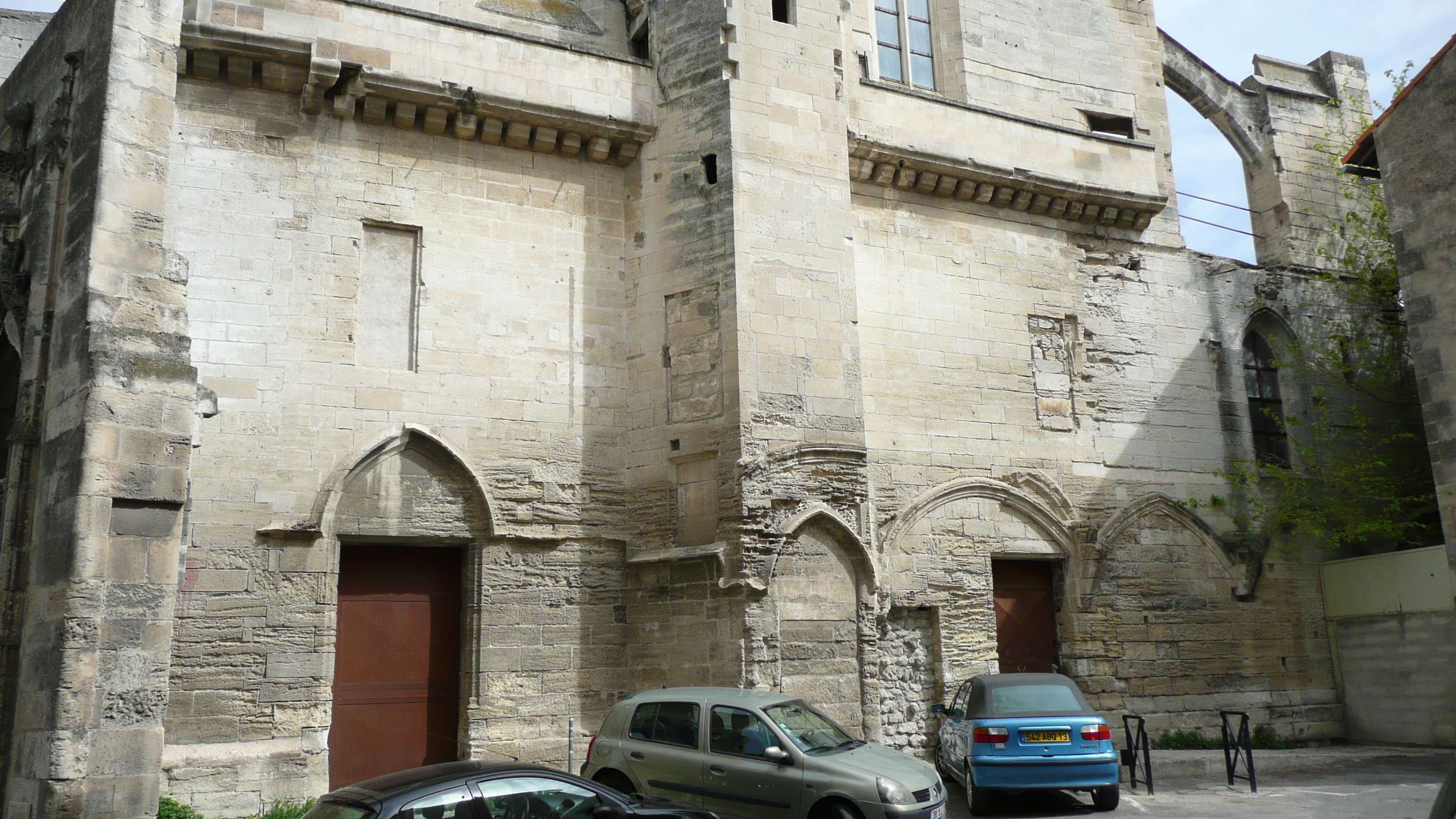
Façade ouest, partie basse.
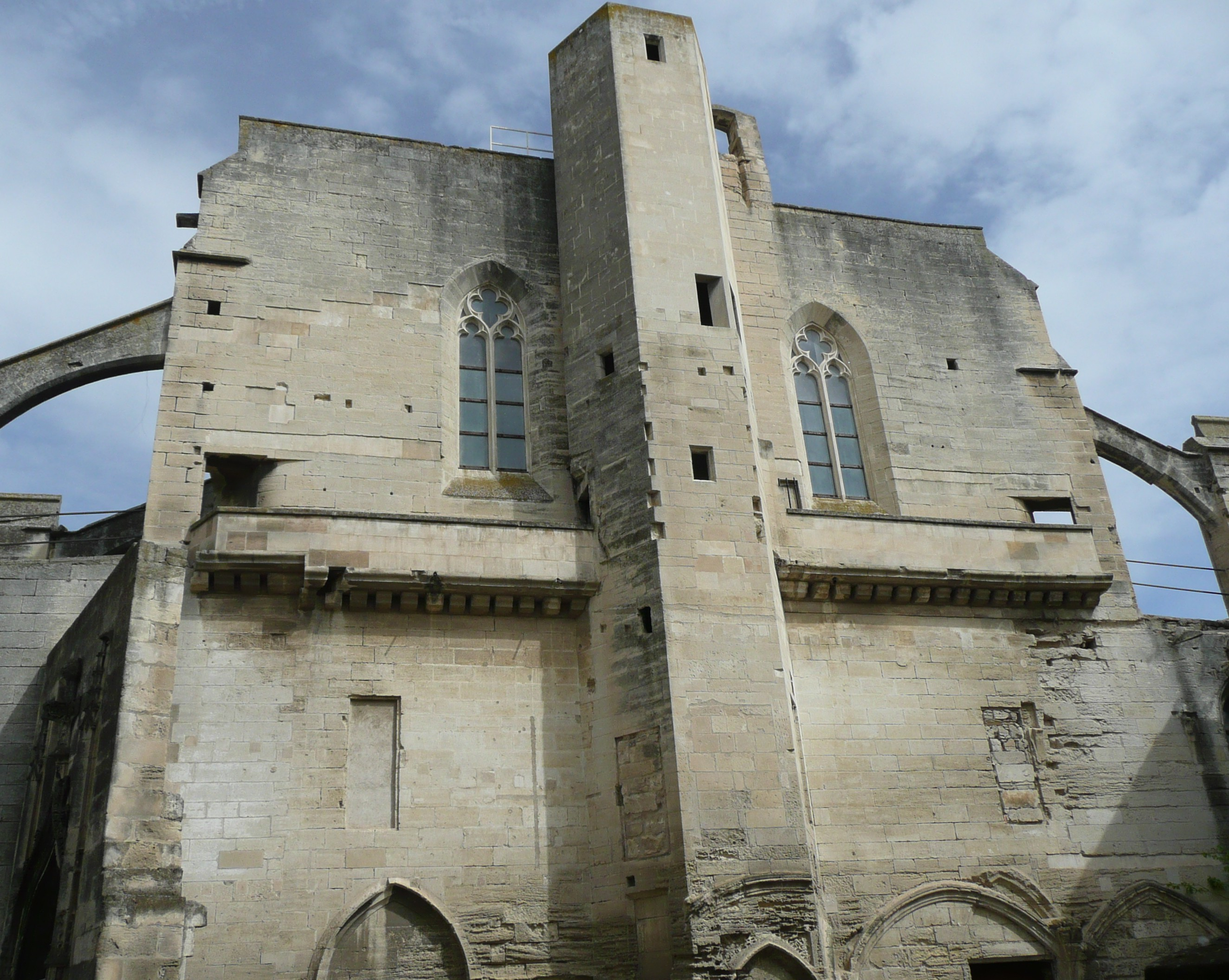
Façade ouest, partie haute.
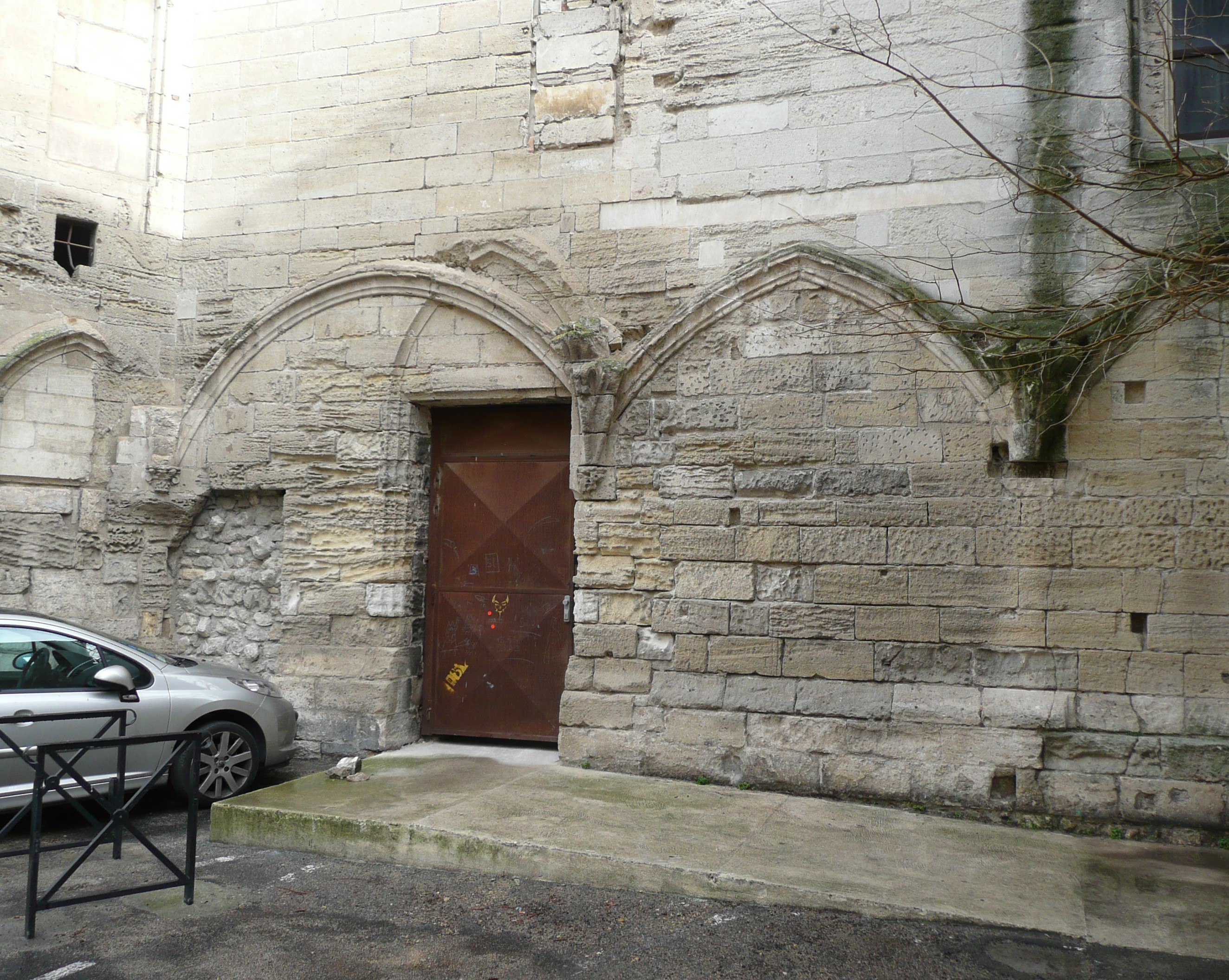
Vestiges adossement cloître, moitié sud façade ouest.
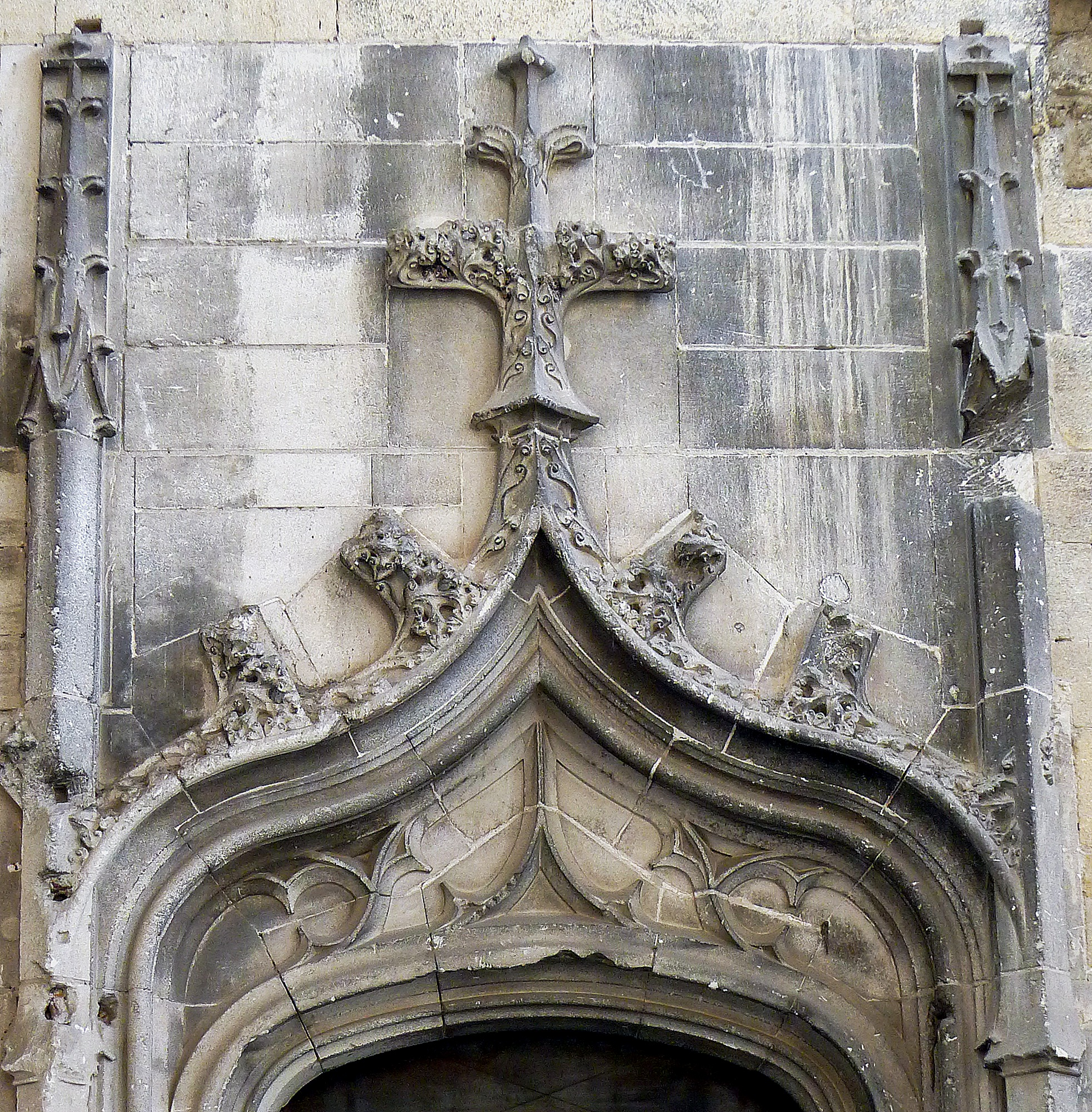
Porte de style gothique flamboyant.

L’abside pentagonale est peu profonde et, comme les chapelles latérales, moins haute que la nef. Une chapelle latérale est appuyée contre son mur sud.
La façade ouest est divisée en deux parties par une tourelle d'escalier hexagonale engagée dans le mur et permettant l'accès, par un balcon extérieur, à une tribune aujourd'hui disparue et à la toiture portant autrefois un clocher-arcade ; au rez-de-chaussée, de part et d'autre de cette tourelle se trouvent les deux portes d'entrée, celle du nord pour les fidèles, l'autre pour les frères. Une autre entrée existe sur la façade sud au niveau de la quatrième travée en allant vers l'est ; elle fut embellie de 1604 à 1628 par la construction d'une « antéchapelle » voûtée d'ogives et formant porche, dans l'alignement des chapelles latérales et des deux chapelles orientales, et décorée en 1629 par Mamet Simon, comme on peut encore l'admirer aujourd'hui.
A l'angle sud-ouest de l'église, un cloître fut ajouté entre 1560 et 1581 dont ne subsistent qu'une portion du mur de clôture nord, munie d'une porte au décor gothique flamboyant permettant l'accès des fidèles à la façade ouest et donc à l'entrée de l'église, ainsi que l'angle nord-ouest des galeries nord et ouest enchâssé dans le rez-de-chaussée d'immeubles privés servant d'habitation.

Cloître et zone sud
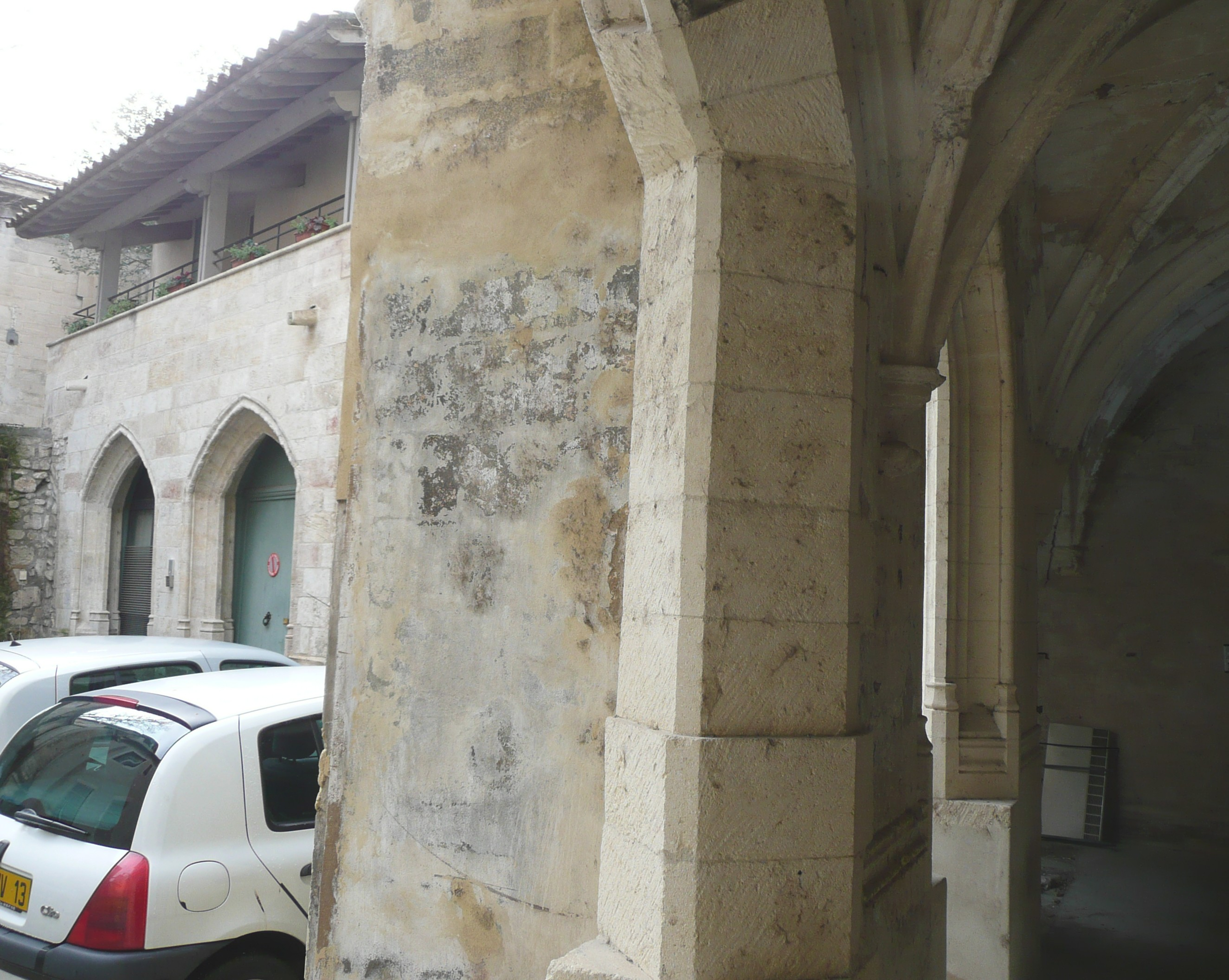
Vestiges cloître, angle nord-ouest.
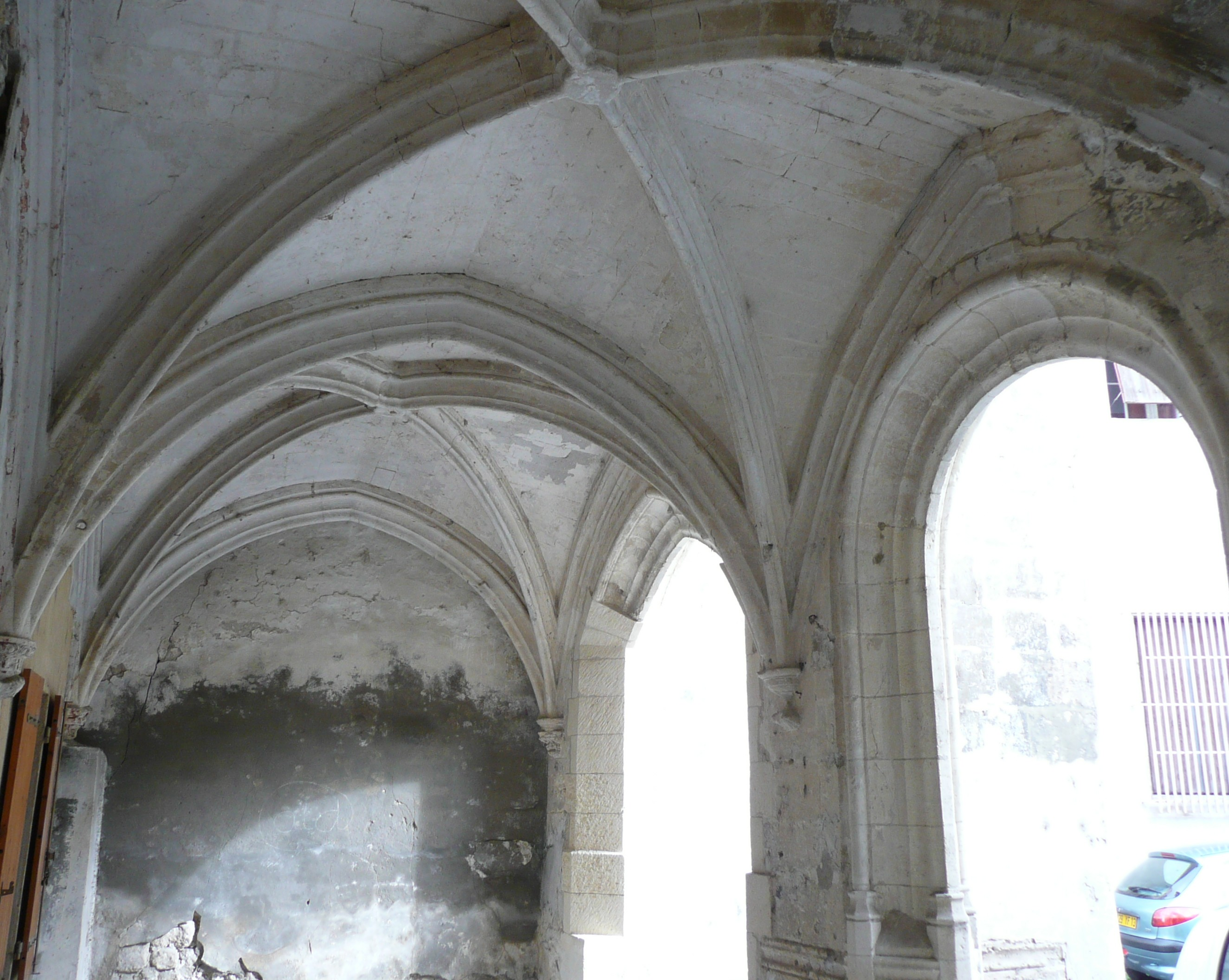
Début galerie nord.
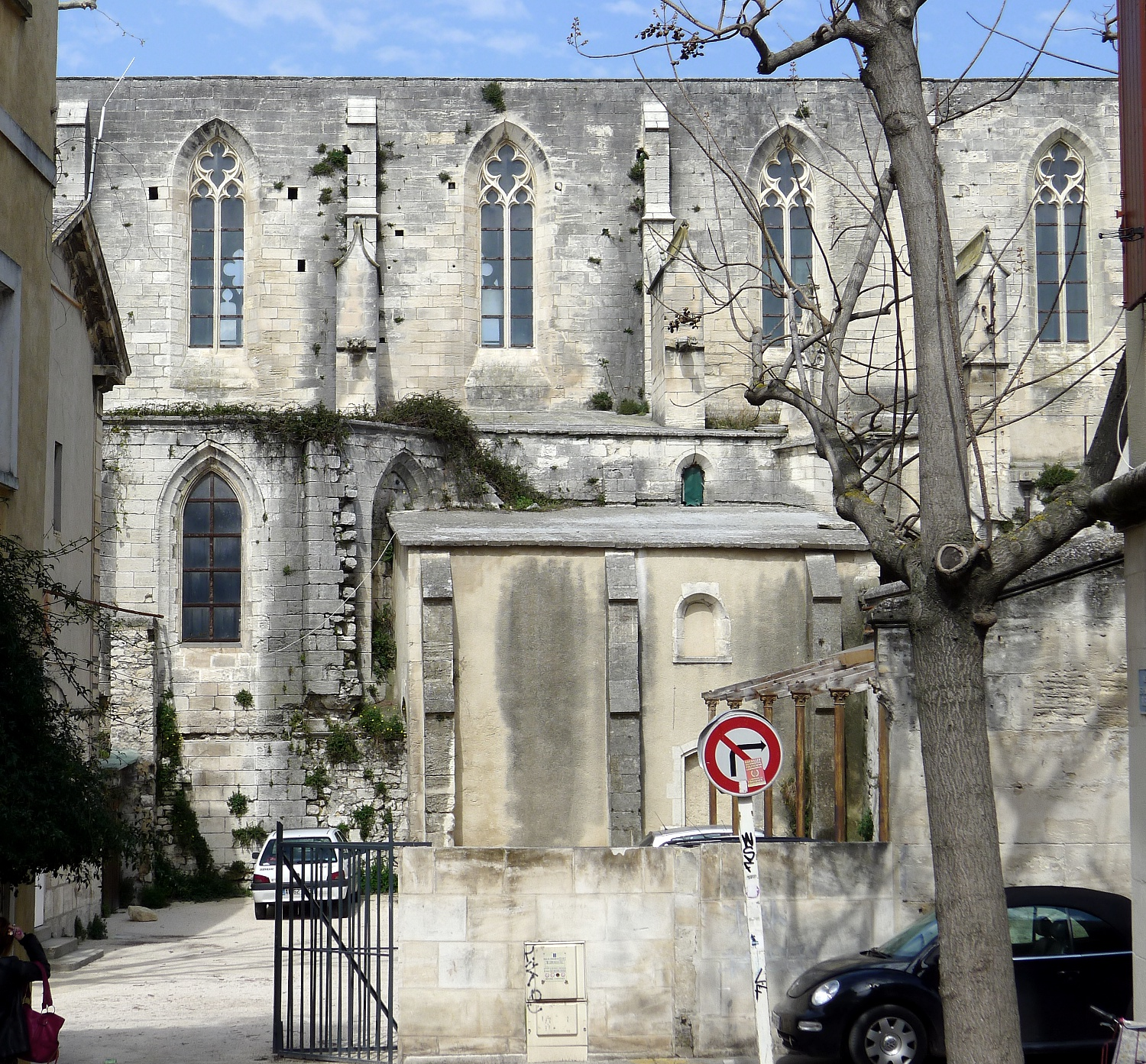
Façade sud.
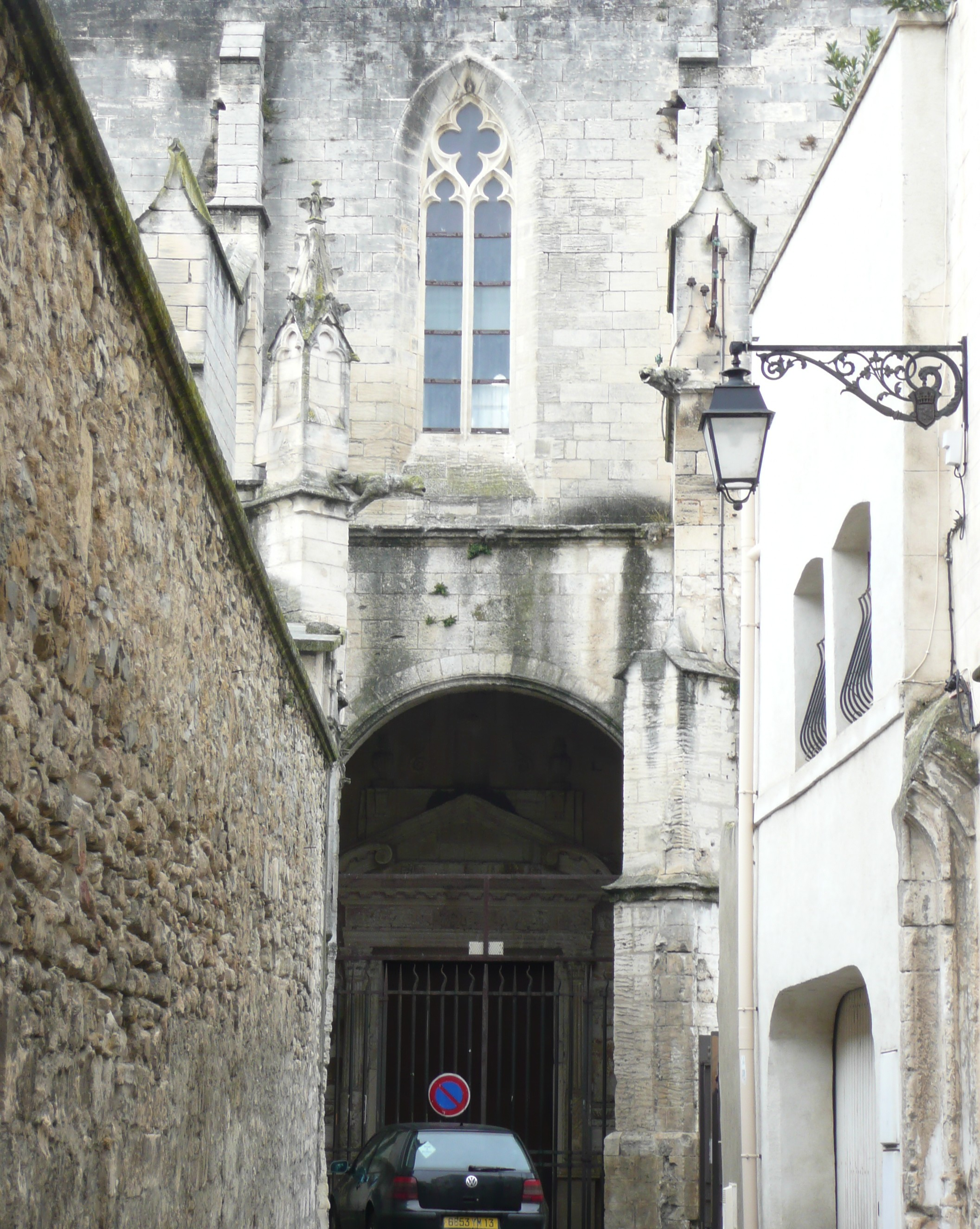
Entrée sud.
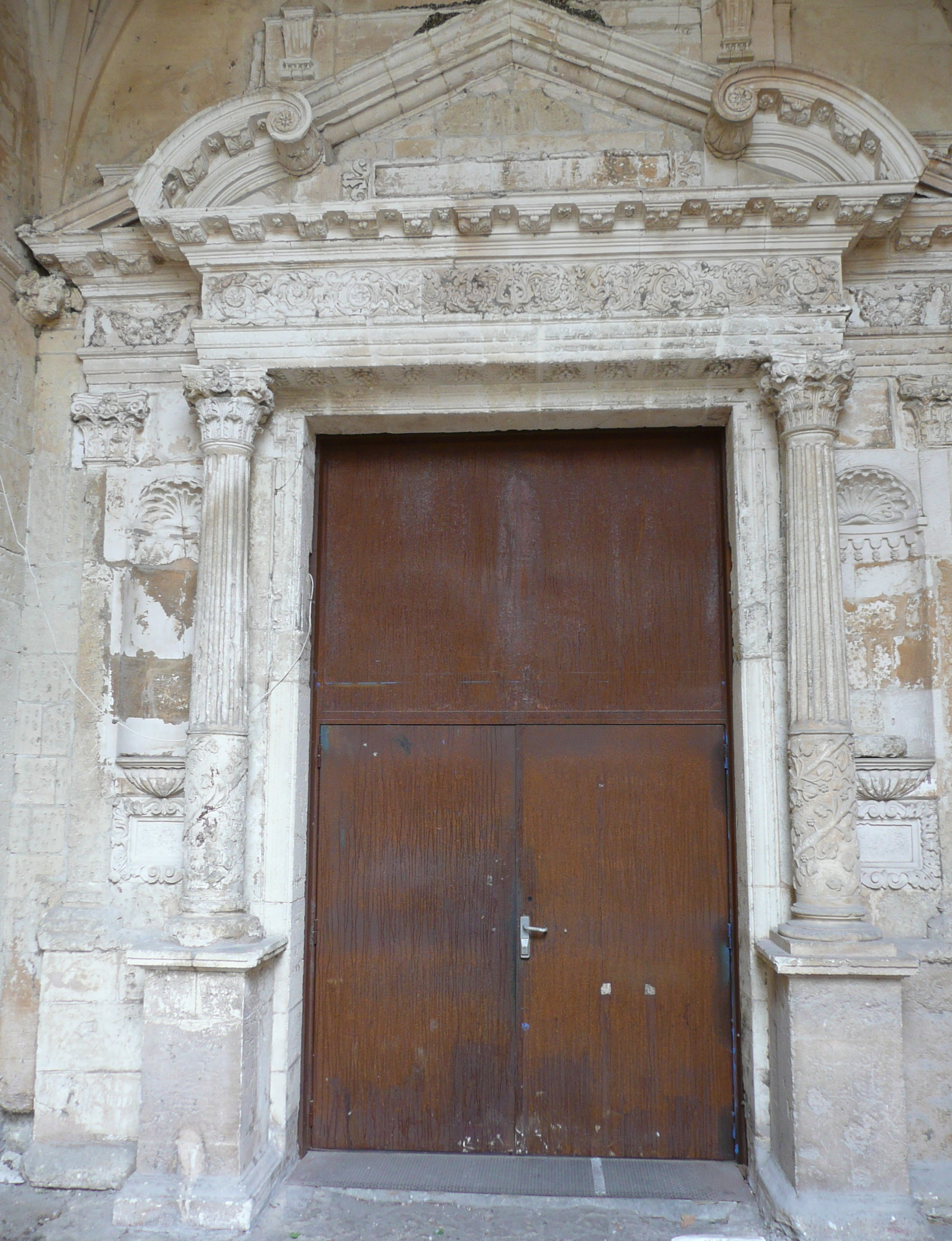
Porche sud, décor de Mamet Simon.

Des fouilles archéologiques échelonnées entre 1985 et 1988 ont montré que les piliers nord de la nef reposent directement sur un mur antique constitué de grandes pierres parfaitement taillées avec bossage des deux côtés. Il en serait de même pour les piliers sud car ces deux murs antiques étaient encore bien visibles au XVe siècle et ont donc induit la largeur de la nef, lui servant de fondations.

Intérieur
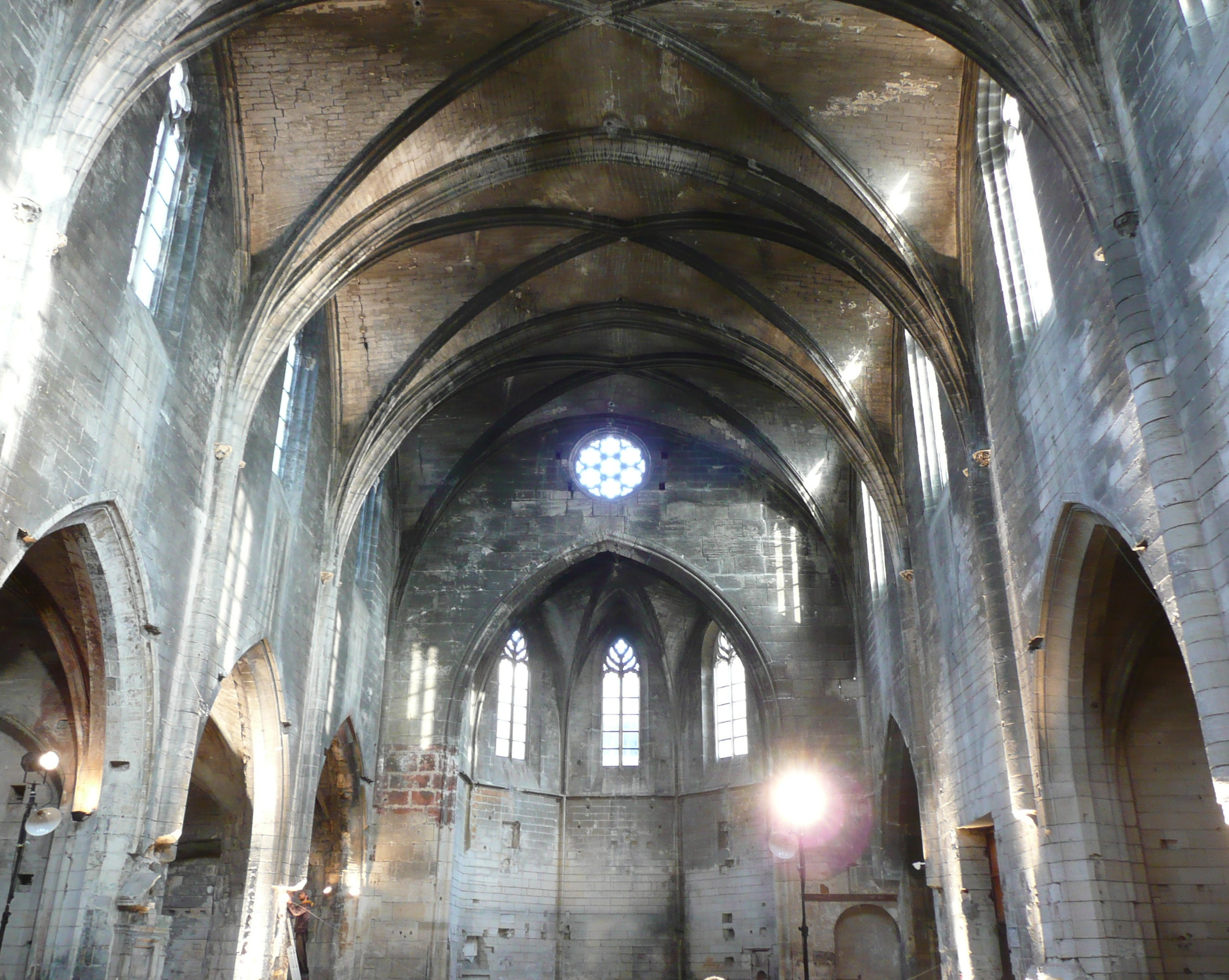
Nef vers le chœur.
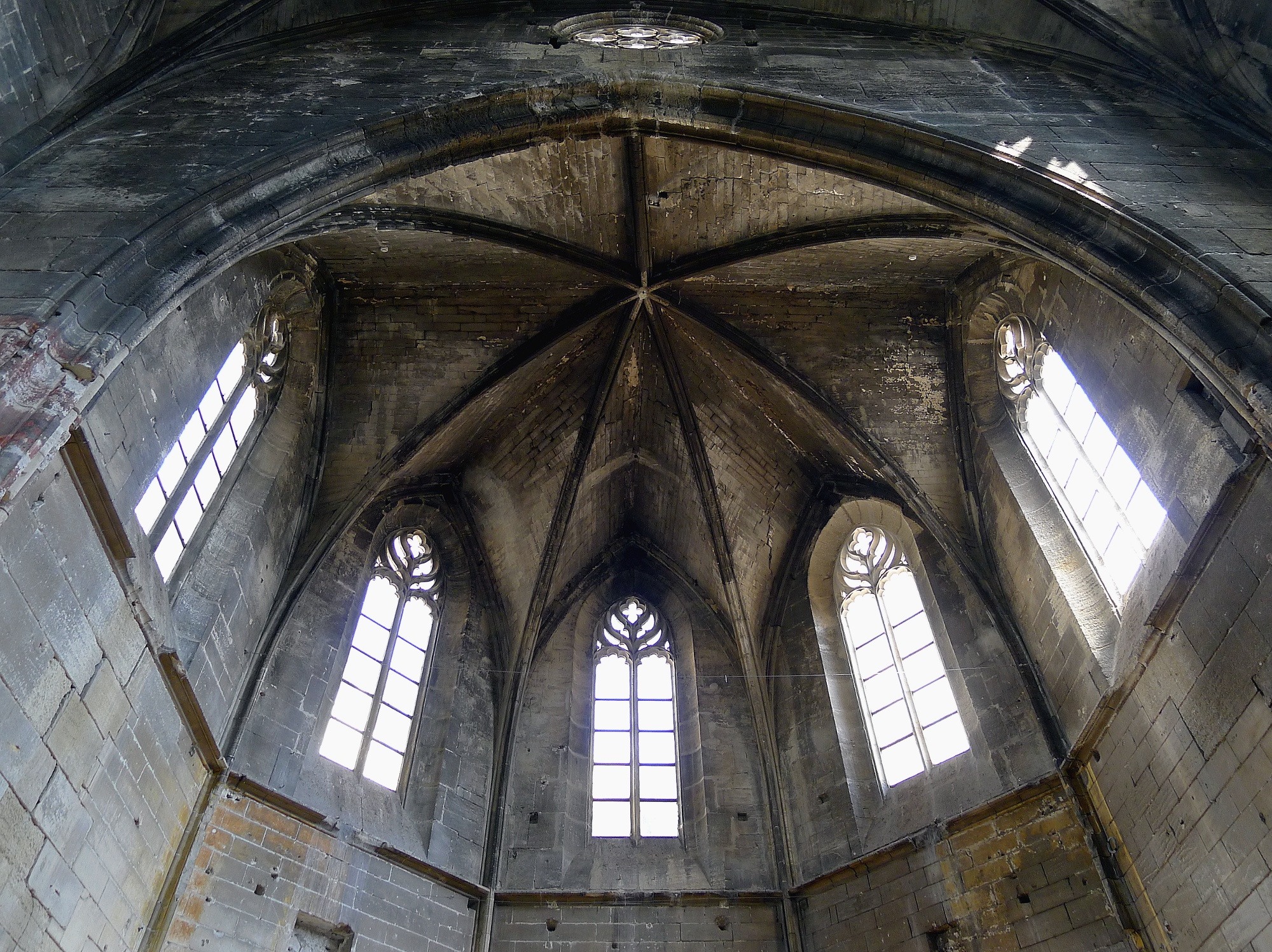
Voûte et partie haute de l'abside.
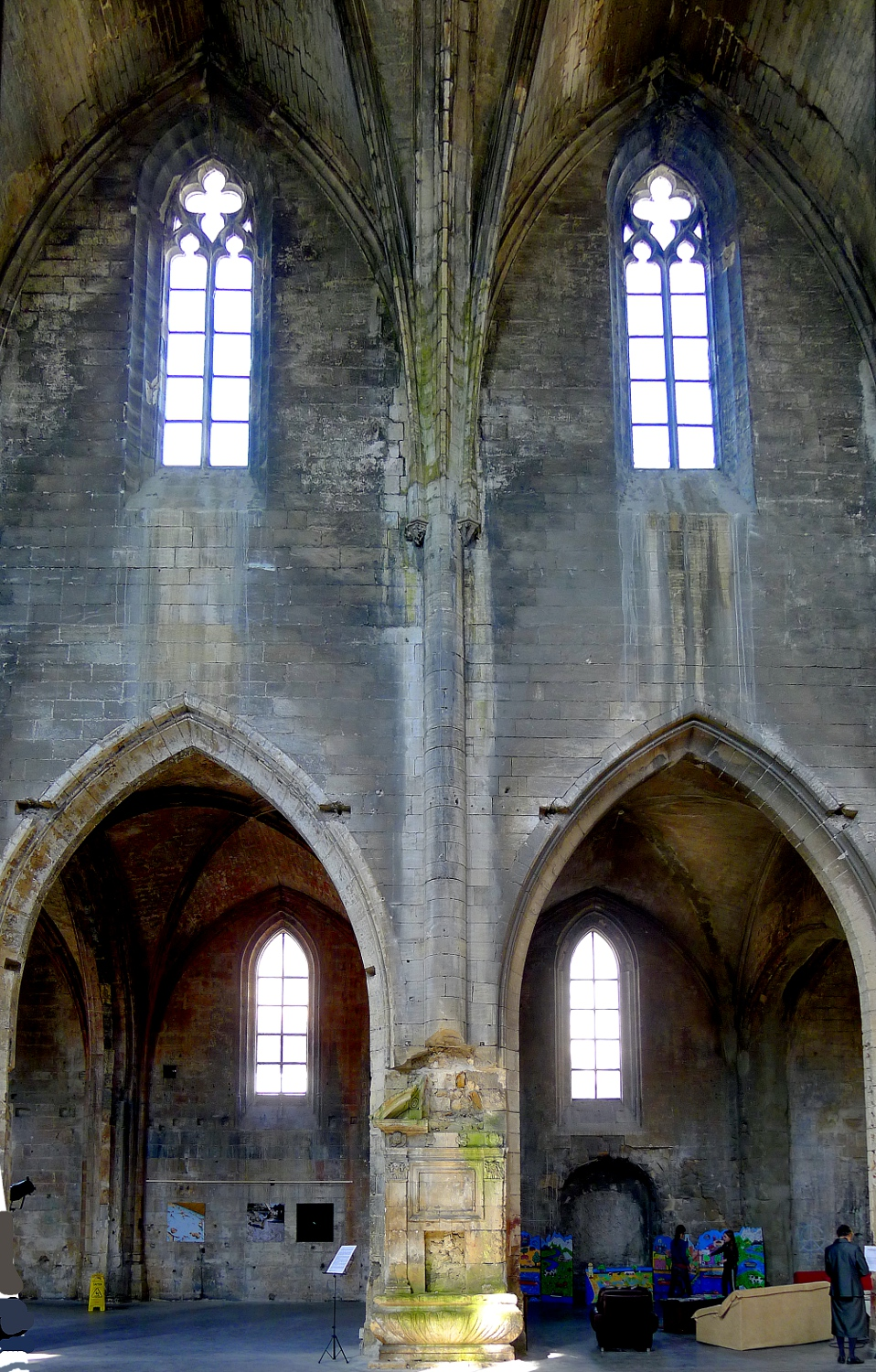
Collatéral nord.
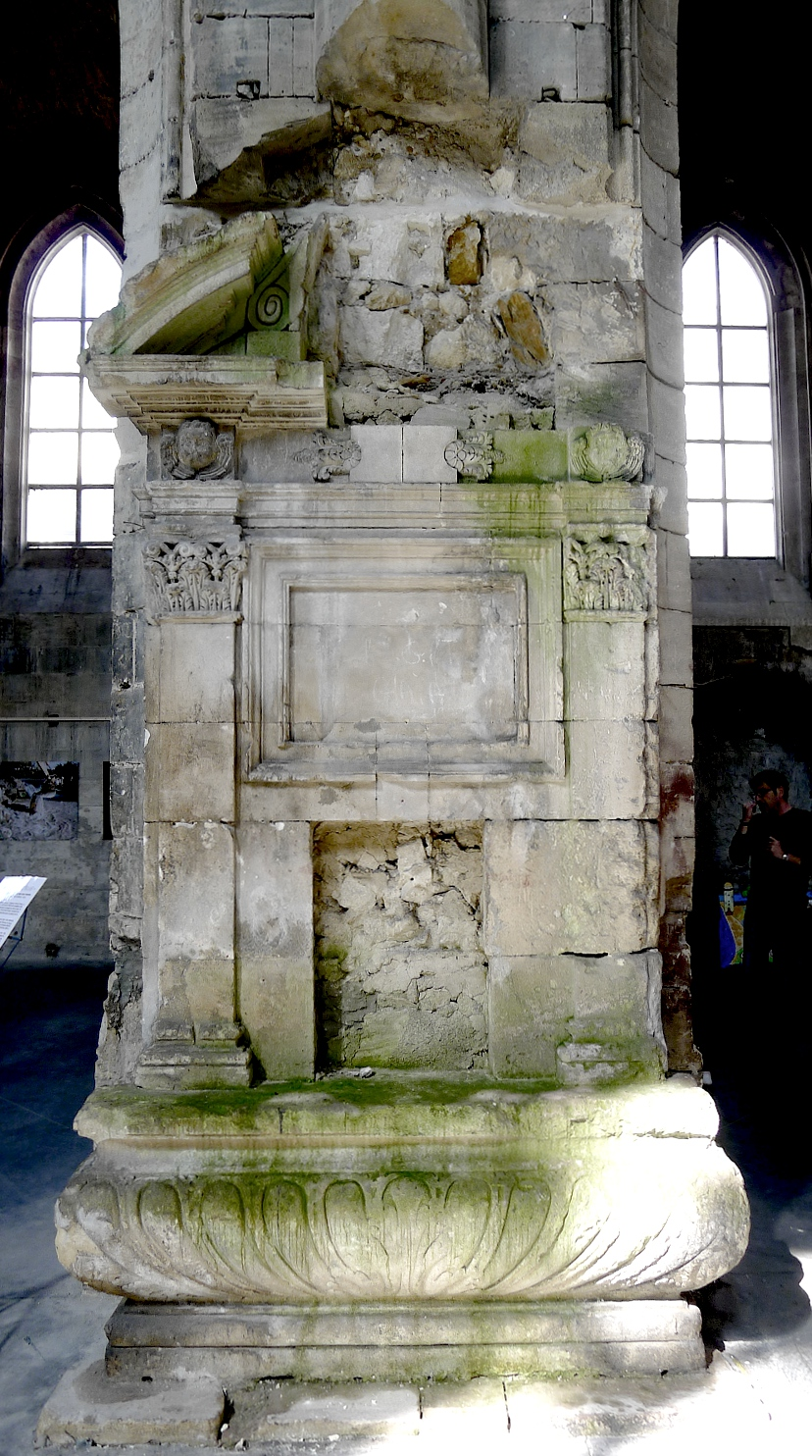
Détail pilier nord.
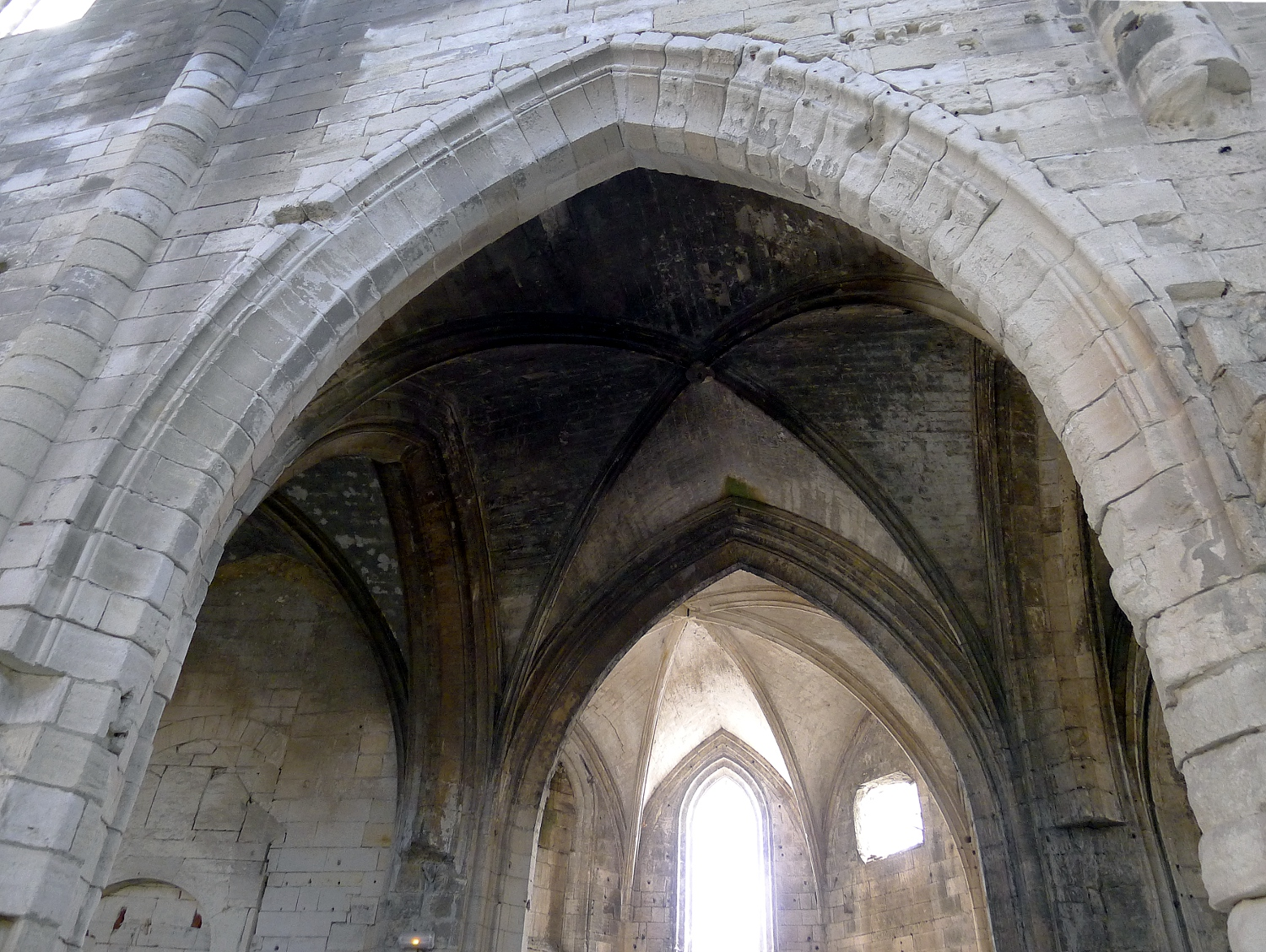
Croisées d'ogives des collatéraux et chapelles sud.
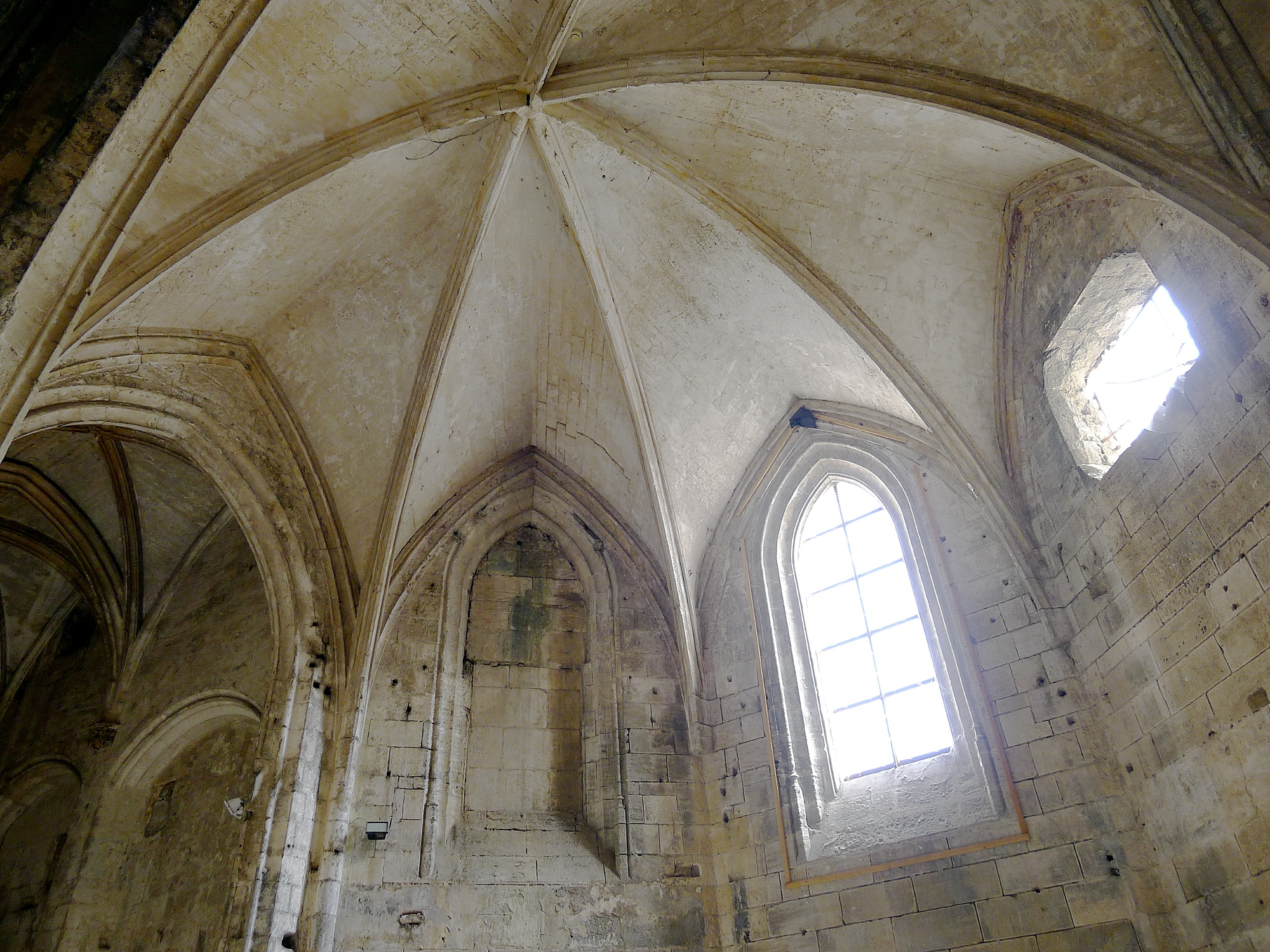
Voûte chapelle Saint-Dominique.

### Sources et bibliographie
- Bernard Montagnes, « Les prêcheurs d'Arles », dans Congrès archéologique de Franc. 134e session. Pays d'Arles. 1976, Paris, Société française d'archéologie, 1979 (lire en ligne), p. 480-501
- Louis Stouff, L'Église et la vie religieuse à Arles et en Provence au Moyen Âge, Aix-en-Provence, Publications de l'Université de Provence, 2001, 222 p. (ISBN 2-85399-481-3)
- Marc Heijmans, Arles, le Guide, Monum, Éditions du Patrimoine, mai 2001  (ISBN 2-85822-643-1)